# دوپلکس (فیلم)
دوپلکس (انگلیسی: Duplex) فیلمی در ژانر کمدی به کارگردانی دنی دویتو است که در سال ۲۰۰۳ منتشر شد.

## بازیگران
- بن استیلر
- درو بریمور
- هاروی فایراستین
- رابرت ویزدم
- سوزی کرتز
- مایا رودولف
- جاستین ثرو
- آمبر والتا
- جنت گلدستاین
- جیمز رمار
- ادوارد ادواردز
- جکی سندلر
- والاس شاون